# Pieter Faes
Pieter Faes (Meer, 14 luglio 1750 – Anversa, 22 dicembre 1814) è stato un pittore fiammingo barocco, specializzato in nature morte, essenzialmente composizioni floreali.

## Biografia
Faes nacque a Meer, località ora compresa in Hoogstraten, vicino ad Anversa. Dopo gli studi presso l'Accademia di Anversa, nel 1791 divenne membro della Gilda di San Luca. Si conoscono sue opere datate per il periodo che va dal 1779 al 1796. Fu membro della Konstmaetschappij, associazione di artisti di Anversa.
I suoi dipinti per il castello reale di Laeken (eseguiti tra il 1782 e il 1784) furono trasferiti a Vienna su ordine di Maria Cristina d'Austria.
Pieter Faes si inserisce nella scia degli emuli di Jan van Huysum, tra cui si ricordano anche Gérard van Spaendonck, Jan Frans van Dael e Jan Frans Eliaerts. Il suo tratto di pennello relativamente ampio e le piccole e sottili sfumature in tonalità diverse, ma correlate tra loro, ricordano l'acquerello. Fu molto popolare nel diciottesimo secolo, in particolare nelle Fiandre e a Parigi, dove i cosiddetti bizardes (grandi fiori a palla con sfumature rosse o viola e lunghi steli, su fondo giallo) e le baguettes (simili, ma su fondo bianco) erano di gran moda.
Opere di Pieter Faes sono conservate in vari musei, tra cui il Museo Groeninge di Bruges, il Museo reale delle belle arti del Belgio di Bruxelles, il Fitzwilliam Museum di Cambridge, il Metropolitan Museum di New York e il Museum Taxandria di Turnhout.

## Galleria d'immagini

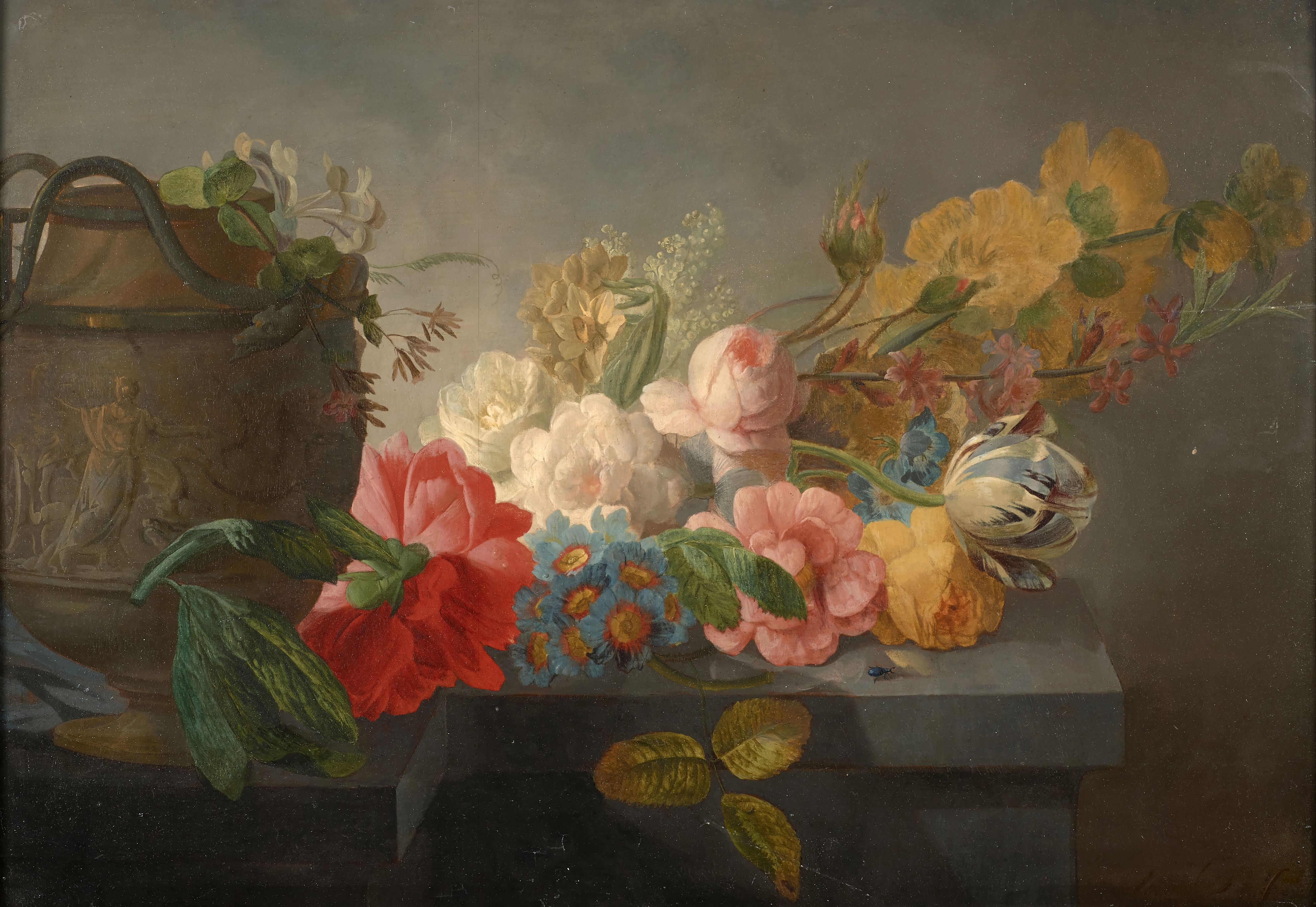
Bouquet di fiori su un cornicione
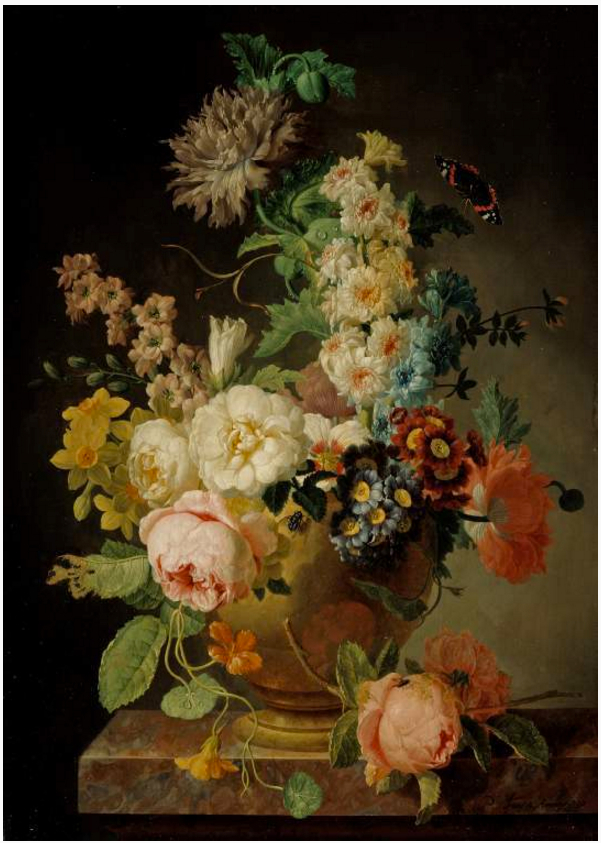
Vaso di fiori, 1790, Fitzwilliam Museum, Cambridge
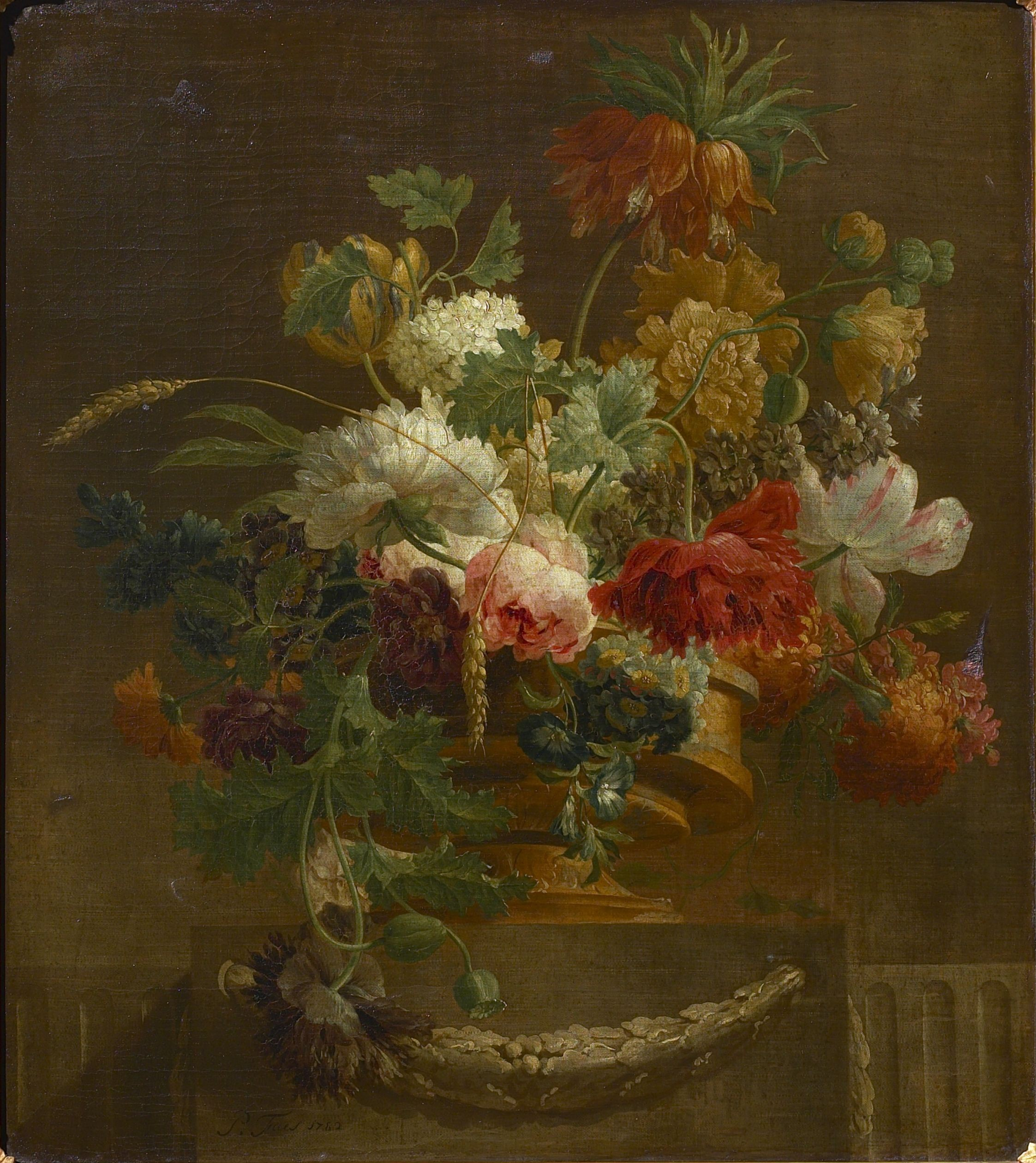
Vaso di terracotta con fiori, 1782
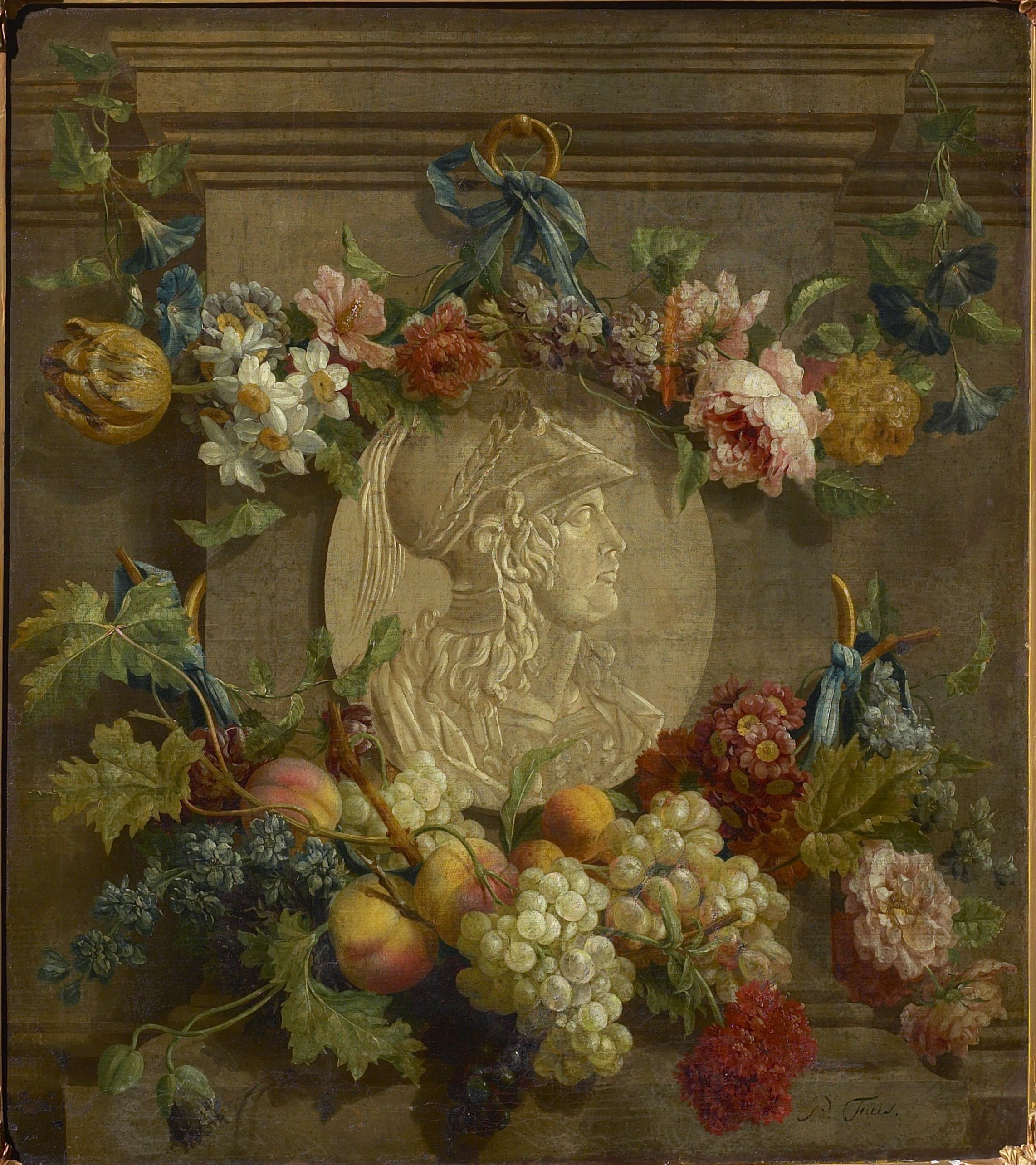
Medaglione con Minerva circondata da frutta e fiori, 1782
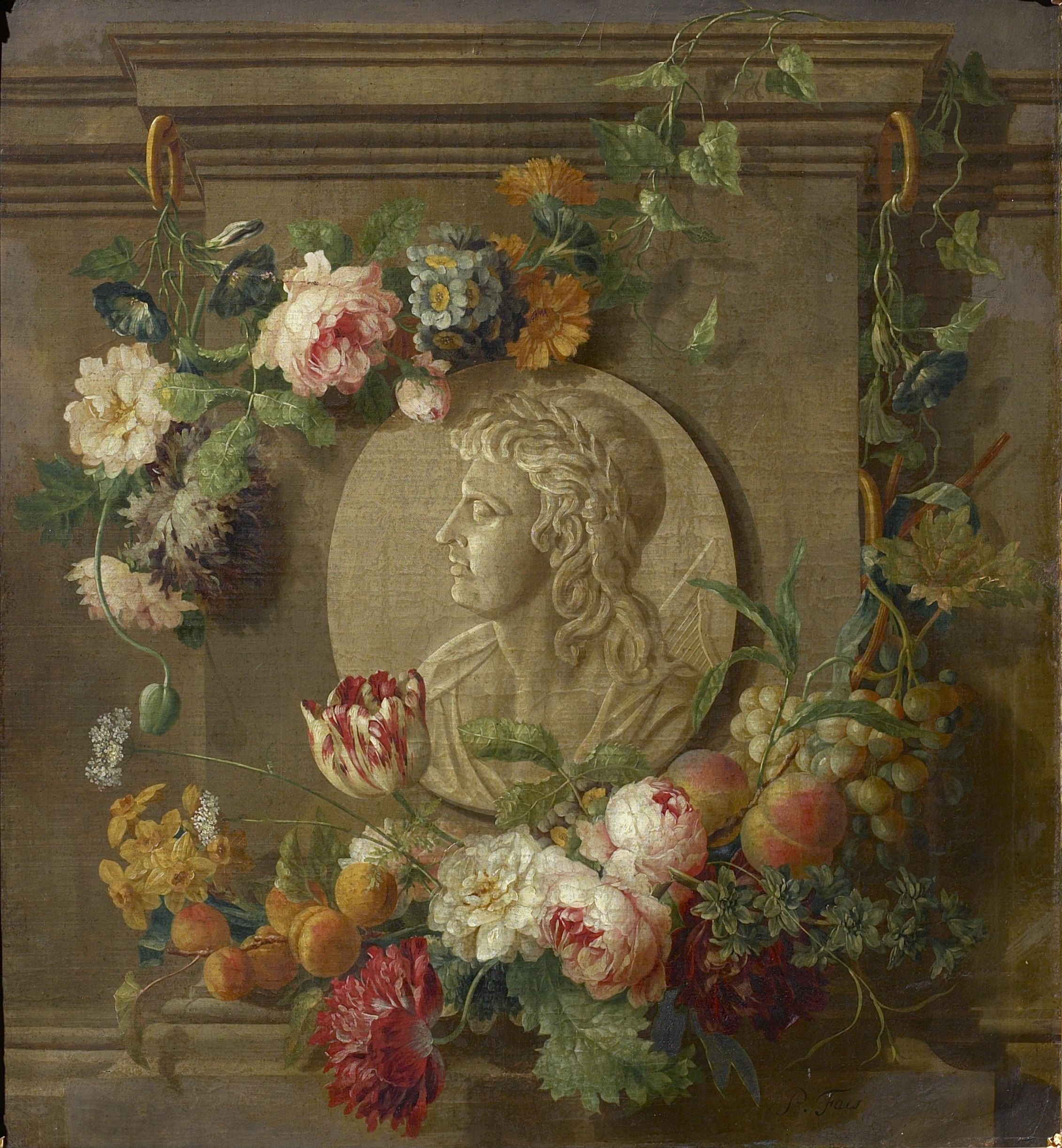
Medaglione con Apollo circondato da frutta e fiori, 1782